# Hiéroglyphe égyptien S23
Les étoffes nouées ensemble, en hiéroglyphes égyptiens, sont classifiées dans la section S « Couronnes, vêtements, sceptres, etc. » de la liste de Gardiner ; cet hiéroglyphe y est noté S23.

## Représentation
Il représente deux pièces d'étoffes nouées ensemble dans sa représentation conventionnelle (interprétation erronée ?). C'est-à-dire deux flagellums nekhekh (hiéroglyphe S45) sur un cartouche (hiéroglyphe V9). Il est translittéré dmḏ.

## Utilisation
| S23 | / | d · m | D · S23 |

| S23 | / | d · m | D · S23 |